# JK Tyre
JK Tyre & Industries Ltd è uno dei principali produttori di pneumatici in India ed è anche tra i primi 25 produttori al mondo. L'azionista di maggioranza è Bengal & Assam.
L'azienda ha prodotto il primo pneumatico radiale nel 1977 e fornisce prodotti per veicoli passeggeri, veicoli commerciali, veicoli agricoli, fuoristrada e veicoli a due e tre ruote.
L'azienda dispone di 11 stabilimenti di produzione (9 in India e 2 in Messico) che producono complessivamente circa 35 milioni di pneumatici all'anno.
JK Tyre è l'unico produttore indiano di pneumatici ad essere stato incluso nella lista di Superbrands India per dieci anni, nel 2023.
A JK Tyre è stata conferita la Sword of Honour for Safety in tutti i suoi stabilimenti dal British Safety Council del Regno Unito.